# Mario Roymans

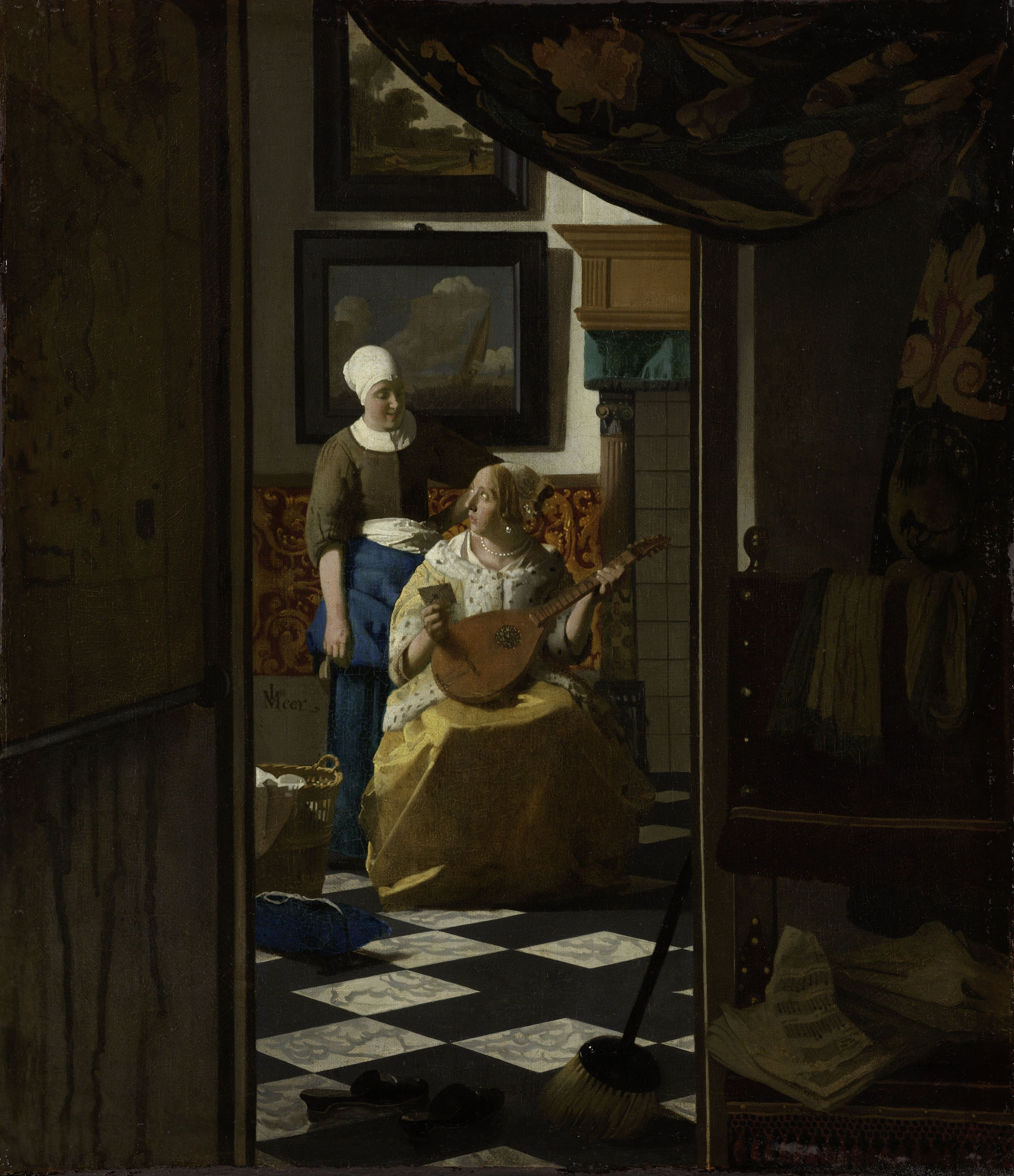
De Liefdesbrief van Johannes Vermeer

Mario Roymans (Nerem (België), (14 juli 1950 - 5 januari 1979) werd onder de schuilnaam Tijl van Limburg bekend omdat hij het schilderij De liefdesbrief van Johannes Vermeer stal. Hij vroeg vervolgens tweehonderd miljoen Belgische frank losgeld voor de hongerende kinderen in Oost-Pakistan (het latere Bangladesh).

## Diefstal
Op 23 september 1971 ontvreemdde de toen 21-jarige Roymans het doek De Liefdesbrief van Vermeer uit het Paleis voor Schone Kunsten in Brussel. Het doek werd tentoongesteld op een expositie over Hollandse meesters en was in bruikleen van het Rijksmuseum in Amsterdam.
Roymans had zich bij sluitingstijd laten opsluiten in een elektriciteitskast en probeerde 's nachts het schilderij met lijst en al te stelen. Het raam waardoor hij het gebouw wilde verlaten was daarvoor echter te klein. Uiteindelijk verwijderde hij met een linoleummes met enkele ruwe sneden een groot deel van het doek uit de lijst. Het doek verborg hij eerst bij hem thuis, om het nadien te begraven in een bos. Toen hij die avond op de kermis was en merkte dat het regende, groef hij het doek weer op en nam het weer mee. Roymans werkte in hotel Soete-Wey in Bolderberg, waar hij ook sliep. Op zijn kamer verborg hij het doek onder zijn matras in een kussensloop. 
Via de pers eiste hij, onder de schuilnaam 'Tijl van Limburg', tweehonderd miljoen Belgische frank losgeld. Dat geld moest gestort worden ten voordele van de vluchtelingen van de burgeroorlog in Oost-Pakistan (het latere Bangladesh).

## Arrestatie
Op 6 oktober 1971 belde Roymans vanuit een tankstation in Hasselt met zijn eisen naar het BRT-radionieuws. Hij werd live doorgeschakeld in het journaal van 13.00 uur waar hij zijn verhaal deed. Op het prikbord van de bibliotheek van Hasselt had hij een envelop achtergelaten met daarin een krantenpapier waarop hij de exacte lijnen van het doek had weergegeven. Deze envelop was bestemd voor een journalist van Le Soir en zou dienen als bewijs.
Het gesprek dat Roymans voerde met de BRT werd gehoord door de uitbater van het benzinestation die de politie verwittigde. Na een achtervolging werd Roymans ingerekend in de koestal van de abdij van Herkenrode. Het doek werd teruggevonden onder de matras in de kamer van Roymans.
Na de arrestatie kreeg 'Tijl' de publieke opinie aan zijn kant. Er werden petities opgezet voor zijn vrijlating, en er ontstonden spontane acties ten voordele van de vluchtelingen van Oost-Pakistan.
Roymans werd veroordeeld tot twee jaar cel, waarvan hij zes maanden effectief uitzat in de hulpgevangenis van Leuven. Zijn advocaat was Leo Goovaerts uit Brussel, die later VLD-senator en -penningmeester werd.
Het doek werd volledig hersteld, ook al waren er enkele kunstenaars die vonden dat het niet gerestaureerd moest worden. 

## Dood
Na zijn vrijlating trouwde Roymans en kreeg hij een kind, maar zijn huwelijk liep op de klippen en hij kreeg last van zware depressies. Op tweede kerstdag 1978 werd Roymans, meer dood dan levend, gevonden in zijn auto langs een weg in de buurt van Luik. Tien dagen later, op 5 januari 1979, overleed hij op 28-jarige leeftijd. Volgens de vaststellende geneesheer stierf hij als gevolg van inwendige bloedingen, ook al waren die bloedingen al genezen op het moment van overlijden.
Roymans ligt begraven op het oude kerkhof van Nerem (Tongeren), het negende graf in de elfde rij.